# ...Very 'Eavy ...Very 'Umble
...Very 'Eavy ...Very 'Umble è l'album di debutto degli Uriah Heep, pubblicato il 13 giugno del 1970 dalla casa discografica Vertigo Records. Dall'album furono estratti due singoli: Gypsy e Wake Up (Set Your Sights). In una celebre recensione di Melissa Mills, critica della rinomata rivista musicale Rolling Stone, l'album fu stroncato con la frase "Se questo gruppo sfonderà, io mi suiciderò". In alcuni contesti il testo del brano Wake Up (Set Your Sights) viene attribuito a David Byron col suo vero nome (David John Garrick). L’edizione statunitense include una differente versione di Bird of Prey al posto di Lucy Blues.

## Tracce

### Lato A
1. Gypsy (Box, Byron) – 6:37
2. Walking in Your Shadow (Byron, Newton) – 4:31
3. Come Away Melinda (Hellerman, Minkoff) – 3:46
4. Lucy Blues (Box, Byron) – 5:08

### Lato B
1. Dreammare (Newton) – 4:39
2. Real Turned On (Box, Byron, Newton) – 3:37
3. I'll Keep on Trying (Box, Byron) – 5:24
4. Wake Up (Set Your Sights) (Box, Byron) – 6:22

## Formazione
- David Byron – voce
- Ken Hensley – pianoforte, organo, mellotron, slide guitar, voce
- Mick Box – chitarra, voce
- Paul Newton – basso, voce
- Nigel Olsson – batteria, percussioni

## Altri musicisti
- Alex Napier - batteria (tracce 1–3, 6–8)
- Colin Wood - tastiera (Come Away Melinda, Wake Up)
- Keith Baker - batteria (Bird of Prey)